# Corrin Brooks-Meade
Corrin Alex Brooks-Meade (Londra, 19 marzo 1988 – 6 aprile 2025) è stato un calciatore montserratiano, di ruolo portiere.